# Lijst van voetbalinterlands Faeröer - Tsjechië
Deze lijst van voetbalinterlands is een overzicht van alle officiële voetbalwedstrijden tussen de nationale teams van Faeröer en Tsjechië. De landen speelden tot op heden acht keer tegen elkaar. De eerste ontmoeting, een kwalificatiewedstrijd voor het Wereldkampioenschap voetbal 1998, werd gespeeld in Teplice op 20 augustus 1997. Het laatste duel, een kwalificatiewedstrijd voor het Wereldkampioenschap voetbal 2026, vond plaats op 22 maart 2025 in Hradec Králové.

## Wedstrijden
| № | Plaats         | Datum            | Competitie           | Wedstrijd          | Uitslag |
| - | -------------- | ---------------- | -------------------- | ------------------ | ------- |
| 1 | Teplice        | 20 augustus 1997 | WK 1998 kwalificatie | Tsjechië – Faeröer | 2 – 0   |
| 2 | Toftir         | 6 september 1997 | WK 1998 kwalificatie | Faeröer – Tsjechië | 0 – 2   |
| 3 | Toftir         | 6 september 1998 | EK 2000 kwalificatie | Faeröer – Tsjechië | 0 – 1   |
| 4 | Praag          | 9 oktober 1999   | EK 2000 kwalificatie | Tsjechië – Faeröer | 2 – 0   |
| 5 | Olomouc        | 16 november 2022 | Vriendschappelijk    | Tsjechië – Faeröer | 5 – 0   |
| 6 | Tórshavn       | 17 juni 2023     | EK 2024 kwalificatie | Faeröer – Tsjechië | 0 – 3   |
| 7 | Pilsen         | 15 oktober 2023  | EK 2024 kwalificatie | Tsjechië − Faeröer | 1 − 0   |
| 8 | Hradec Králové | 22 maart 2025    | WK 2026 kwalificatie | Tsjechië – Faeröer | 2 – 1   |
| 9 | Tórshavn       | 12 oktober 2025  | WK 2026 kwalificatie | Faeröer – Tsjechië |         |

## Samenvatting
| Competitie        | Totaal gespeeld | Winst Faeröer | Gelijk | Winst Tsjechië | Doelsaldo Faeröer – Tsjechië |
| ----------------- | --------------- | ------------- | ------ | -------------- | ---------------------------- |
| WK-kwalificatie   | 3               | 0             | 0      | 3              | 1 − 6                        |
| EK-kwalificatie   | 4               | 0             | 0      | 4              | 0 − 7                        |
| Vriendschappelijk | 1               | 0             | 0      | 1              | 0 − 5                        |
| Totaal            | 8               | 0             | 0      | 8              | 1 − 18                       |

Wedstrijden bepaald door strafschoppen worden, in lijn met de FIFA, als een gelijkspel gerekend.

## Details

### Eerste ontmoeting
| WK 1998 kwalificatie (Teplice, Tsjechië, 20 augustus 1997): |       |         |
| Tsjechië                                                    | 2 – 0 | Faeröer |
| Pavel Kuka 14' (pen.) Luboš Kozel 27'                       | goals |         |

### Tweede ontmoeting
| WK 1998 kwalificatie (Toftir, Faeröer, 6 september 1997): |       |                                           |
| Faeröer                                                   | 0 – 2 | Tsjechië                                  |
|                                                           | goals | 16' Vladimír Šmicer 32' (pen.) Pavel Kuka |

### Derde ontmoeting
| EK 2000 kwalificatie (Toftir, Faeröer, 6 september 1998): |       |                     |
| Faeröer                                                   | 0 – 1 | Tsjechië            |
|                                                           | goals | 87' Vladimír Šmicer |

### Vierde ontmoeting
| EK 2000 kwalificatie (Praag, Tsjechië, 9 oktober 1999): |       |         |
| Tsjechië                                                | 2 – 0 | Faeröer |
| Jan Koller 12' Pavel Verbíř 84'                         | goals |         |